# آن ماريا شابمان
آن ماريا شابمان (بالإنجليزية: Anne Maria Chapman)‏ هي مبشرة نيوزيلندية، ولدت في 13 يناير 1791، وتوفيت في 12 ديسمبر 1855.